# Antonio Basoli
Antonio Basoli (Castel Guelfo di Bologna, Estados Pontificios, 18 de abril de 1774 - Bolonia, Emilia-Romaña, 30 de mayo de 1848), fue un artista italiano que desarrolló su obra principalmente en Bolonia, Italia. Fue un pintor, diseñador de interiores, grabador y profesor de la "Accademia delle Belle Arti di Bologna" de 1804 a 1826.  Durante su estadía en la Accademia se acercó mucho a los pintores Domenico Corsini y Pelagio Palagi. Su educación fue motivada por un gran y constante interés en el arte clásico, la literatura clásica y contemporánea, y las obras, decoraciones e inscripciones de Giovanni Battista Piranesi. Su primer maestro fue su padre, Lelio Andrea Basoli.

## Obras

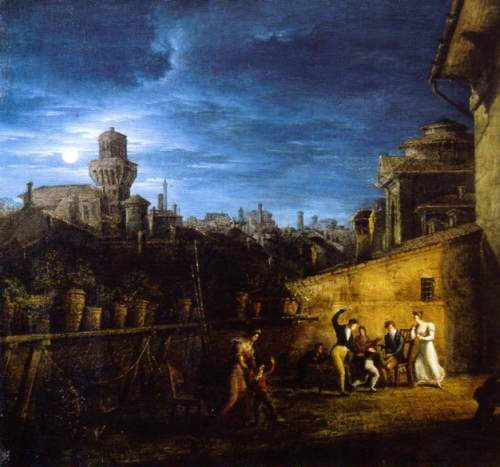
1839, Torrazzo nel locale della Pontifica Accademia di Belle Arti, parte de Vedute pittoresche della città di Bologna de 1833.

Basoli trabajó como diseñador de escenarios y telones así como decorador de distintos teatros en Bolonia, tales como el Teatro Marsigli Rossi, el Teatro Comunale di Bologna y particularmente el Teatro Contavalli (1814). Además de las decoraciones para estos teatros también ornó algunos palacios de la ciudad, como el Palazzo Rosselli del Turco, el Palazzo Sanguinetti, y el Palazzo Ercolani. Desafortunadamente, se tiene conocimiento de la mayoría de sus obras solo a través de referencias como bocetos de estudio, acuarelas y grabados, entre las cuales destacan las aguatintas de la Collezione di varie scene teatrali, empezadas en 1821. Se le ofreció a Basoli trabajos en teatros de Roma en 1815 y de Nápoles en 1818, a petición de Gioacchino Rossini, pero rechazó ambas. Sin embargo, en el mismo año decidió viajar a Milán, donde visitó la Sala Sanquirico, el estudio del diseñador teatral más importante de la Scala, Alessandro Sanquirico. Fue aquí donde obtuvo la inspiración para el diseño del escenario de la ópera Semiramide en 1820, el escenario para una producción de Edipo rey en 1821 en el Teatro Contavalli en 1821 y, por último, de las pinturas del fondo para las escenas en el Teatro Cavalieri dell'Unione en Santarcangelo di Romagna en 1822. Durante el mismo período produjo, entre otras obras, imporantantes realizaciones en el Palazzo Ercolani, la Villa Marescalchi, el Palazzo Baciocchi, y su propia casa en 1823

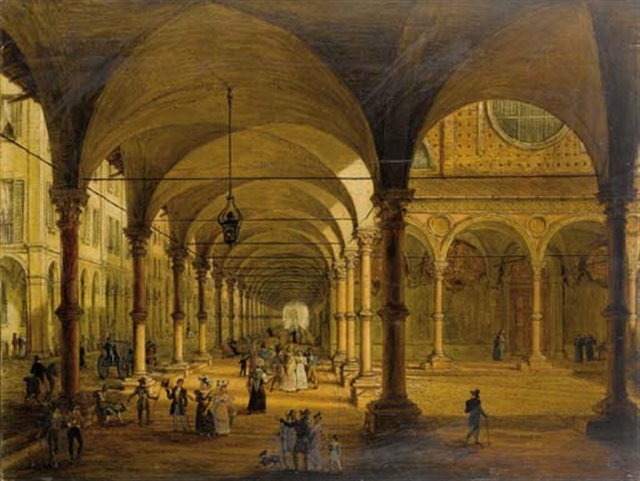
1836, Antonio Basoli Veduta del portico di Santa Maria dei Servi. Hay una versión de 1830 y otra de 1833, la última presente en Vedute pittoresche della città di Bologna..

- Raccolta di prospettive serie, rustiche e di paesaggio (1810)
- Guarnizioni diverse di maniera antica (1814)
- Porte della città di Bologna (1817)
- Esemplare di Elementi d'Ornato che contiene lo studio della pianta d'accanto (1817)
- Collezione di varie scene teatrali (1821)
- Compartimenti di camere (1827)
- Vedute pittoresche della città di Bologna (1833)
- Definizioni geometriche (1837)
- Raccolta di diversi ornamenti (1838)
- Alfabeto pittorico (1839)